# Bengbis
Bengbis es una comuna camerunesa perteneciente al departamento de Dja-et-Lobo de la región del Sur.
En 2005 tiene 13 075 habitantes, de los que 1605 viven en la capital comunal homónima.
Se ubica sobre la carretera P7, unos 100 km al sureste de la capital nacional Yaundé. Su territorio incluye la parte más occidental de la reserva de fauna de Dja.

## Localidades
Comprende, además de Bengbis, las siguientes localidades:
| - Akam I - Akam II - Akom-Ndong - Alen - Ando'o - Assok - Awoan - Bengbis I - Bengbis II - Bibinda - Bissombo - Biton - Djeng - Douma - Doumbayan - Ebodoumou - Endam - Esson - Evindissi - Ewolombama - Ewot - Kam - Koungoulou - Mbometa'a - Mbometa'a - Mboun - Meba-Yekoé - Mebomo | - Meka'a - Meka'a-Yetyang - Mekas - Melan I - Melan II - Melondo - Messeng - Metom - Mimbang - Mimbil - Minla'a - Ndoundou - Ngobissong - Ngombo - Ngonebeme - Ngounayos - Nkolembembe - Nkoulaze - Nsimalene - Nyabizou - Olembé - Ongolzok - Oyem - Teng - Tyizok - Yem-Yem I - Yem-Yem II - Zouameyong |